# Мавзолей на Александър Стамболийски
Мавзолеят на Александър Стамболийски е паметник костница в местността Янини грамади, рида Ветрен, Ихтиманска Средна гора, южно от Славовица. Той е паметник на културата.

## История
Мавзолеят е изграден през 1953 г. от архитектите Лазар Парашкеванов и Йорданка Парашкеванова. В него са положени костите на Александър и Васил Стамболийски, изровени през 1946 г. от бреговете на Хасар дере, както и на майка му Екатерина, починала около 1882 г. Те са ексхумирани през 1953 г. и са препогребани в мавзолея при изграждането му.

## Архитектура
В архитектурно отношение мавзолеят представлява четириъгълна пресечена пирамида изградена от гранит. Всяка страна в основата е с дължина 14 м. Отвън е декориран с корниз и аркада. Входът е подчертан с двуколонен портик. На всяка страна има засводена ниша. Подът и саркофагът с костите на Александър Стамболийски са изградени от розов мрамор, а от двете страни на саркофага са положени костите на брат му Васил Стамболийски и майка му Екатерина Стамболийска. Обозначени са с надгробни плочи.